# Selsendorf
Selsendorf ist ein weilerartiger Teil von Almerswind, einem Ortsteil vom Schalkau im Landkreis Sonneberg in Thüringen.

## Lage
Selzendorf liegt südöstlich von Schalkau an der Kreisstraße 34 mit Anschluss bei Grümpen an die Bundesstraße 89. Südlich befindet sich Almerswind und ist kommunaler Partner. Das Gebiet um Schalkau liegt am Südabfall des Thüringer Schiefergebirges im Tal der Oberen Itz.
Östlich von Selsendorf verläuft die Schnellfahrstrecke Nürnberg–Erfurt.

## Geschichte
1516 wurde das Dorf erstmals urkundlich erwähnt. Von 1923 bis 1932 war Selsendorf mit Roth und Almerswind zur Gemeinde Roth-Almerswind zusammengeschlossen. Am 1. Juli 1950 kam Selsendorf erneut zu Almerswind. Am 30. Juni 1994 wurde Selsendorf mit Almerswind nach Schalkau eingemeindet.
35 Personen bewohnen den Weiler.  Die Agrargenossenschaft Schalkau hütet dort Schafe.

## Dialekt
In Selsendorf wird Itzgründisch, ein mainfränkischer Dialekt, gesprochen.